# واردات دو میلیون تن برنج
پس از افشای فساد مالی چای دبش، تعدادی از نمایندگان مجلس شورای اسلامی از تکرار فسادی مشابه در حوزه بازرگانی برنج خبر دادهو به واردات دو میلیون تُن برنج با ارز ۴۲۰۰ تومانی و ۲۸ هزار و ۵۰۰ تومانی (درحالی که برای واردات دارو مشکل تأمین ارز وجود دارد) اشاره نمودند. براین اساس فساد پشت پرده واردات برنج، برنجکاران را با مسائل عدیده ای در کار و معیشت خود مواجه ساخته است، به نحوی که به گفته برنجکاران برنج‌های پارسال روی دستشان مانده و محصولاتشان کمتر مشتری دارد و دسترنج سال گذشته و امسالشان در انبارها مانده است.
پس از آن وزارت جهاد کشاورزی در واکنش به افشاگری‌های نمایندگان در تصمیمی اعلام نمود که «برخی از شرکت‌ها به دلیل بالا بودن میزان ثبت سفارش‌های آنها در سال جاری، تا اطلاع ثانوی، امکان افتتاح ثبت سفارش و نیز افزایش میزان ثبت سفارشات قبلی را نخواهند داشت.»
نیاز سالانه ایران به برنج حدود ۵/ ۳ میلیون تن برآورد شده که از این میزان حدود ۵/ ۲ میلیون تن در داخل تولید و مابقی آن از خارج تأمین می‌شود. به عبارت دیگر، ایران به واردات برنج حدود یک میلیون تن در سال نیاز دارد.

## موارد مطرح شده
یک عضو کمیسیون برنامه و بودجه مجلس شورای اسلامی با اشاره به تخصیص ارز برای واردات دو میلیون تُن برنج گفت «این دو میلیون تُن بخشی با ارز ترجیحی و بخشی با ارز ۲۸ هزار و ۵۰۰ تومانی دارد وارد می‌شود و با قیمت بیشتر در بازار فروخته می‌شود.» او خواستار «تحقیق و تفحص» دربارهٔ «تخلف واردات برنج» و وارد شدن دیوان محاسبات به این فساد اقتصادی شده و گفت که این میزان برنج وارداتی مورد نیاز کشور نیست و در صورت یک سال ماندن فاسد می‌شود و در صورت صرف آن نیز کشاورزان مجبور هستند برنج خود را به دریا بریزند.
نماینده نور و محمودآباد نیز ضمن اشاره به «دلسردی و عصبانیت کشاورزان» گفت که قطعاً در واردات برنج خیانتی شده است که عاملان آن باید به مردم معرفی و به دست عدالت سپرده شوند.
نماینده دیگری نیز با اشاره به تولید سه میلیون تن برنج در داخل کشور که معادل نیاز داخلی است گفته بود «گشت ارشاد خود را به موضوع واردات برنج اختصاص دهید» چون فسادی شبیه موضوع چای دبش، در موضوع واردات برنج هم صورت گرفته است. او با تأکید بر این که «امروز برای واردات دارو دچار مشکل تأمین ارز هستیم»، از «دستگاه‌های نظارتی» خواست که به موضوع واردات برنج و ارزهای تعلق یافته رسیدگی کنند.
رئیس کمیسیون کشاورزی اتاق تعاون دربارهٔ وضعیت واردات برنج نیز توضیح داده که «امسال تولید مناسب بوده و ذخیره خوبی از پارسال داشتیم اما باز هم به سمت واردات پیش رفتیم. ناهماهنگی در بخش بازرگانی در وزارت جهاد، امری کاملاً مشهود است. در این حوزه، بحث برنج، نهاده‌های دامی و تنظیم بازار مواد پروتئینی را داریم.»
رئیس هیئت امنای بازار مواد غذایی تهران نیز در واکنش به خبر فساد در واردات برنج گفت که فقط افراد خاص می‌توانند برنج وارد کنند و متأسفانه برنج ایرانی تولید سال گذشته هنوز در بازار روی دست فروشندگان مانده است.